# (6598) Modugno
(6598) Modugno es un asteroide que forma parte del cinturón de asteroides y fue descubierto por el Observatorio Astronómico de San Vittore el 13 de febrero de 1988 desde Bolonia, Italia.

## Designación y nombre
Modugno se designó inicialmente como 1988 CL. Más adelante, fue nombrado en memoria de Domenico Modugno (1928-1994), famoso cantante, compositor y actor italiano. Modugno ganó el famoso festival de la canción italiana de San Remo en tres ocasiones: en 1958 con "Nel blu dipinto di blu" (también conocido como "Volare"), en 1959 con "Piove" y en 1966 con "Dio, come ti amo!".

## Características orbitales
Modugno está situado a una distancia media de 2,701 ua del Sol, pudiendo alejarse hasta 3,338 ua y acercarse hasta 2,064 ua. Tiene una excentricidad de 0,236 y una inclinación orbital de 10,183 grados. Emplea 1621,58 días en completar una órbita alrededor del Sol.

## Características físicas
La magnitud absoluta de Modugno es 13,52. Tiene 11,301 km de diámetro. Su albedo se estima en 0,085.